# ガンコン

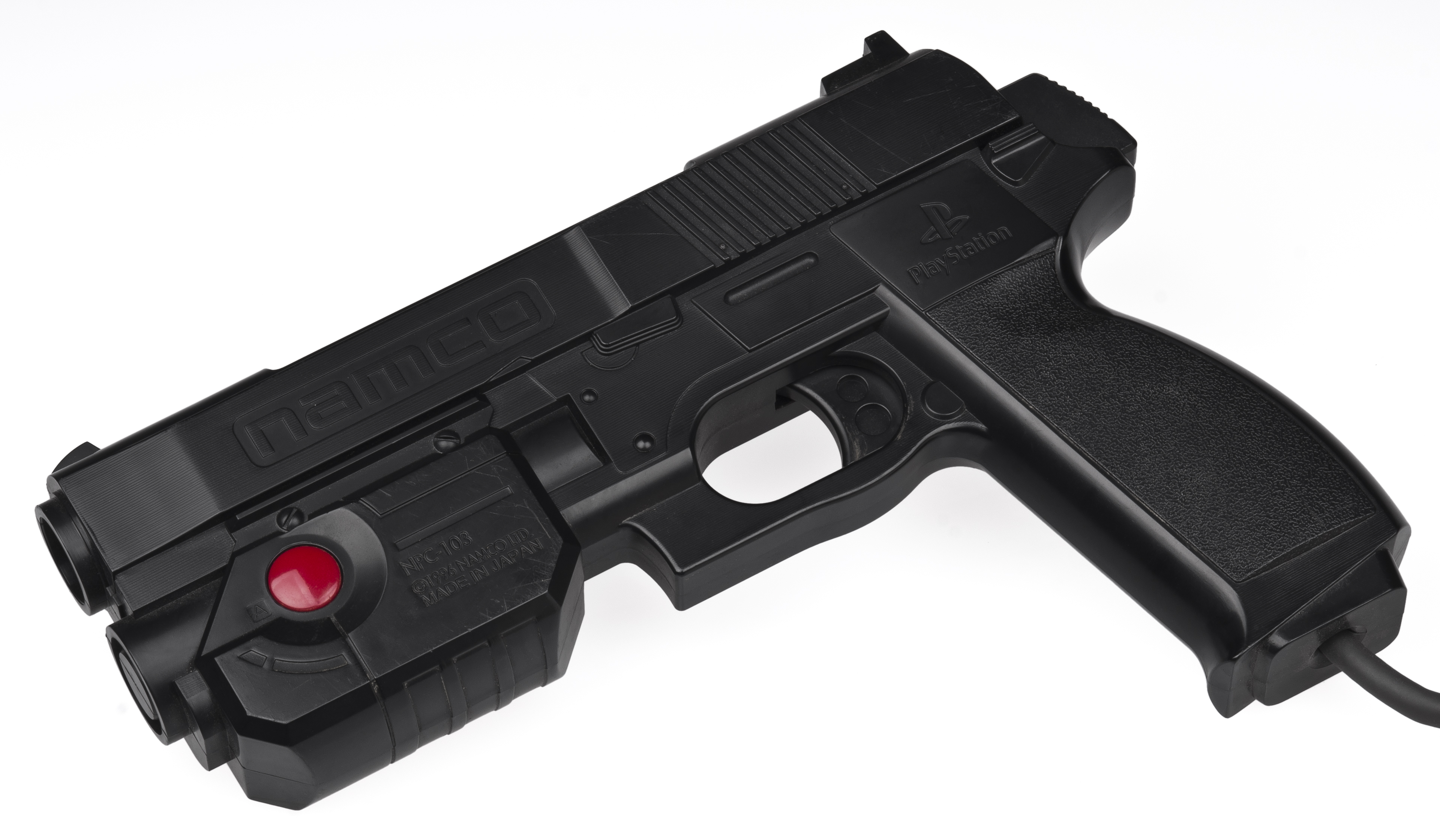
ガンコン

ガンコンはナムコ（後のバンダイナムコエンターテインメント）が発売したガンシューティングゲーム用銃型コントローラ（ライトガン）のシリーズ。PlayStationシリーズ用にガンコン、ガンコン2、ガンコン3が発売された他、iOS向けアプリ「iGunCon」もリリースされている。
ガンコンおよびガンコン2は走査線タイミング方式を用いていたため、ハイビジョンテレビ、プラズマディスプレイ、液晶ディスプレイ、プロジェクタでは使用できないが、ガンコン3は方式が異なるため前述のテレビでも使用できる。

## ガンコン
（初代）PlayStation用（プレイステーション。以下「PS」）のガンコン。1997年6月27日にタイムクライシスとの同梱版から発売され、後に同年の8月7日に単品販売された（加えて同日にガンバレットとの同梱版としても発売された）。
画面の描写性能が上がったPS時代にガンコンが登場したことでリアルなFPS（一人称視点のガンシューティングゲーム）も実現し、人気になった。
業務用のものと形や大きさはほぼ同じだが、ブローバック（弾を撃った時の反動）を再現する機能は搭載されていない。イメージガールは北條久美子。
PSのコントローラポートに接続。そこからガンコン・映像入力プラグが分岐しており、コンポジット式のAV端子の黄色（映像出力）に接続（さらにAVケーブルの黄色を接続）して使用する。SCPH-5500以降のPSやPSと互換性のある後継次世代機のPlayStation 2（PS2）では別売のAVアダプター（SCPH-1160、SCPH-10080、SCPH-10130）、もしくはサードパーティー製の片方の端子がメスのAVケーブルが必要。また、背面にコンポジット式のAV端子があるSCPH-5000以前のPSでも、テレビとの接続にRFUケーブル（SCPH-1060）やS端子ケーブル、RGBケーブル（SCPH-1050）、AVマルチケーブル（VMC-AVM250）などを用いている場合でもAVアダプターが必要。
SCPH-5500以降のPSやPS2においては前述のAVアダプター以外にも、サードパーティー数社からガンコンの接続を簡易化するための専用の端子を装備したAVケーブルが発売された。
銃身の左にAボタン、右にBボタンがある。
対応ソフト
- タイムクライシス
- ガンバレットシリーズ
  - ガンバレット
  - ガンバァール
  - ガンバリィーナ
- 幻世虚構・精霊機導弾（ソニー・コンピュータエンタテインメント）[6]
- レスキューショット ブービーぼー
- バイオハザード ガンサバイバー（カプコン）
- オーバキューン
- タイムクライシス プロジェクトタイタン
- タイムクライシス2（北米、欧州版のみ）
- ヴァンパイアナイト（北米、欧州版のみ）
- ニンジャアサルト（欧州版のみ）
- タイムクライシス3（欧州版のみ）
- クライシスゾーン（欧州版のみ）

## ガンコン2
2001年10月4日に発売されたPlayStation 2用のガンコン。プログレッシブ方式対応（アップスキャンは不可）や同期信号の補正システムが採用された。
銃身の左右にA,Bボタン、左側にSTART,SELECTボタン、グリップの上部に方向ボタン、グリップ底部にCボタンがある。
PS2本体にはUSBで接続。枝分かれしたコンポジット端子は付属のAVケーブルでTV側の入力端子に接続し、反対側にPS2本体に接続されたAVケーブルのテレビ側の映像端子を接続する。なお、テレビとの接続にRFUアダプターやS端子ケーブル、AVマルチケーブル、D端子ケーブル、コンポーネントケーブルを使用している場合は、前世代機の『ガンコン』と同様にAVアダプターが必要となる（ガンコン2付属の取扱説明書にも記載）。
前述の通りブラウン管以外のテレビでは使用できないため現在は赤外線方式を採用した互換品が存在する。
対応ソフト
- タイムクライシス2
- ヴァンパイアナイト
- ガンサバイバーシリーズ（カプコン）
  - ガンサバイバー2 バイオハザード CODE：Veronica
  - ガンサバイバー3 ディノクライシス
  - ガンサバイバー4 バイオハザード HEROES NEVER DIE
- ガンバリコレクション プラス タイムクライシス
- バーチャコップ リ・バース（セガ）
- ニンジャアサルト
- タイムクライシス3
- デスクリムゾンOX+（エコールソフトウェア）
- クライシスゾーン（海外のみ販売）

## ガンコン3
2007年に発売されたPlayStation 3用のガンコン。前部にサイドグリップが付いたデザインとなり、FPS向けを狙ってアナログスティックを2個実装したものの、対応ソフトは2本にとどまった。
サイドグリップにA1,A2ボタン、アナログ長押しがA3。メイングリップ上部のアナログコントローラ下にB1,B2ボタン、アナログ長押しがB3。銃身左側にC1,C2ボタンがある。
PS3本体とUSBで有線接続されたLEDマーカー2個をテレビ上部（13インチから50インチまで対応）に設置し、Wiiリモコンのようにマーカーからの信号をガンコンで受信する方式に変更された。ガンコン3は別のUSB端子でPS3本体に接続。2007年11月以降のPS3はUSBポートが4つから2つになったため、2人プレイをする場合USBハブが別途必要となる。
対応ソフト
- タイムクライシス4
- ビッグスリー ガンシューティング（PlayStation Moveにも対応）

## iGunCon
『iGunCon』（アイガンコン）は2011年7月21日にリリースされた、ジャイロスコープとデジタルコンパスを内蔵したiOS機器（iPhone 4以降、第5世代iPod touch、iPad 2以降）を仮想のガンコンに仕立てるアプリ。上記3種のガンコンから選択可能。
オモチャモード
画面上のボタンを押すとタイムクライシスシリーズに登場した銃器の音を発することができる。
コントローラモード
Mac版または別のiOS機器にインストールした『TIME CRISIS 2ND STRIKE』をワイヤレスで操作できる。